# 安駿相
安 駿相（アン・ジュンサン、朝鮮語: 안준상、1898年1月9日 - 1994年12月27日）は、日本統治時代の朝鮮および大韓民国の教育者、実業家、政治家、独立運動家。制憲韓国国会議員。
初代文教部長官の安浩相は従弟。

## 経歴
慶尚南道宜寧郡富林面立山里の耽津安氏の世居地である立山村出身。東萊高等普通学校、正則英語学校（現・正則学園高等学校）卒。早稲田大学政経科2年修了。三・一運動のときは宜寧郡内の万歳運動を主導し、その後も族叔の安熙済の独立闘争活動を手伝った。また、立山学院長、古今社経営者、宜寧協同組合創立・経営者、馬山ゴム工業社経営者、薬草栽培園経営者を歴任した。光復後は慶尚南道ハングル文化普及会長、釜山東亜大学（現・東亜大学校）理事、独立促成国民会釜山支部副会長、朝鮮民族青年団慶尚南道団部理事、釜山一五倶楽部幹事、宜寧郡選出の国会議員、制憲同志会会長などを務めた。
1994年12月27日、ソウル市中区筆洞にある中央大学校付属病院で老衰により死去した。97歳没。亡くなる直前は、明確に消息が把握できる生存中の制憲国会議員のうちの最高齢者であった。

## エピソード
立山村にある1903年建の生家は2008年2月5日、「宜寧安駿相古宅」として慶尚南道文化遺産資料に登録された。
独立運動家の安孝済・安昌済・安熙済も同じ村の出身者である。